# Plagiolepis squamifera
Plagiolepis squamifera é uma espécie de formiga do gênero Plagiolepis, pertencente à subfamília Formicinae.